# گربه‌ماهی منودا
گربه‌ماهی منودا (نام علمی: Hemibagrus menoda) نام یک گونه از سرده کیسه‌ماهی‌های خاوردور است.